# مکس وکسلر (دوچرخه‌سوار)
مکس وکسلر (انگلیسی: Max Wechsler؛ زادهٔ ۶ اکتبر ۱۹۳۸) دوچرخه‌سوار اهل سوئیس است.